# Espeja
Espeja település Spanyolországban, Salamanca tartományban. Espeja Fuentes de Oñoro, Gallegos de Argañán, Carpio de Azaba, Campillo de Azaba, Ituero de Azaba, Puebla de Azaba, La Alamedilla és Almeida községekkel határos. Lakosainak száma 211 fő (2024).

## Népesség
A település népessége az elmúlt években az alábbi módon változott:
| Lakosok száma | 287  | 277  | 287  | 281  | 265  | 258  | 240  | 222  | 219  | 211  |
|               | 2001 | 2004 | 2007 | 2009 | 2012 | 2014 | 2017 | 2019 | 2022 | 2024 |